# Keith Gray
Keith Raynard Gray (Flint, 22 gennaio 1963) è un ex cestista e allenatore di pallacanestro statunitense naturalizzato tedesco, professionista in Germania, Italia e Grecia.

## Carriera
Per la sua appartenenza di anni e la sua partecipazione determinante ai successi nella Coppa di Germania di pallacanestro maschile è annoverato, insieme a Carl Brown, Bernard Thompson e James Marsh, come una delle più importanti persone di Treviri nel basket.

## Palmarès

### Giocatore
- Coppa di Germania: 1

TV Germania Trier: 2001